# Beetlejuice (attore)
Beetlejuice, pseudonimo di Lester Green (Browns Mills, 2 giugno 1968), è un rapper, attore, disc jockey, pugile amatoriale e personaggio televisivo statunitense.
È noto per essere un membro del Wack Pack.

## Biografia
Green è nato e cresciuto in New Jersey, sesto di sette fratelli, è affetto da nanismo e microcefalia, condizione che comporta problemi di disabilità intellettiva.
In un momento nel suo percorso scolastico, ha avuto come insegnante di sostegno la madre dell'attore Jerry O'Connell.
Green fu scoperto in un bar da Sean Rooney, capo di un compagnia dedita al lancio del nano, che dopo il loro primo incontro divenne suo manager. Dal 2009, dopo la morte di Sean Rooney, il suo manager è Bobby Rooney, fratello di Sean.
Soprannominato Beetlejuice per via della sua somiglianza con un personaggio dell'omonimo film, diventa famoso intorno al 2000 grazie alle sue moltissime apparizioni al The Howard Stern Show, condotto da Howard Stern, che apprezza molto la spontanea verve comica di Green e lo rese uno degli ospiti regolari più popolari. Stern è stato anche criticato per il fatto di sfruttarne le disabilità personali al solo fine di fare spettacolo.
Il 2 ottobre 2000 è apparso nella puntata di WCW Nitro durante il match tra Scott Steiner e Booker T.
La fama acquisita grazie allo show di Stern lo porta ad apparire sia al cinema che in televisione, sul grande schermo appare nei film Bubble Boy e Scary Movie 2, entrambi del 2001, interpretando tuttavia dei piccoli ruoli visto la sua scarsa propensione a memorizzare le battute. Proprio per questo motivo nel 2008 è stato scartato da Michael Bay dal cast per il film Transformers - La vendetta del caduto, dopo che in un primo momento il regista aveva pensato di fargli interpretare un piccola parte nella pellicola.
Nel 2002 è apparso nel video del brano Grimey del rapper N.O.R.E..
Alla fine del 2004 durante il The Howard Stern Show Green eseguì la canzone This Is Beetle, conosciuta anche come The Beetlejuice Song. Il produttore del programma, Richard Christy, ne ricavò un singolo scrivendone anche le musiche. Il brano, realizzato su un'improvvisazione di Green in fase di registrazione, è stato eseguito come cover dal gruppo rock Staind, che la inclusero nell'edizione speciale del loro album Chapter V. Il 19 settembre 2005 i Blues Traveler eseguirono una loro versione di This Is Beetle nella puntata del The Howard Stern Show.
In televisione è apparso inoltre nei programmi Doggy Fizzle Televizzle, Son of the Beach e WCW Monday Nitro: in quest'ultimo, nei panni di Superman ha inscenato un vero e proprio combattimento sul ring con il wrestler Jeff Jarrett, oltre ad aver girato uno sketch comico con lo stesso nel backstage.
Nel 2005 è stato la voce del personaggio Zeke nel videogioco d'azione True Crime: New York City..
Nel 2009 è stato protagonista di un reality show incentrato sulla sua persona dal titolo This is Beetle trasmesso su Howard TV.
Oltre alla sua carriera nello spettacolo, Beetlejuice partecipa regolarmente a degli incontri di boxe amatoriale contro altre persone di piccola statura.

## Nella cultura di massa
Con l'affermarsi di siti social come YouTube, Reddit, Facebook e TikTok, molte delle sue apparizioni televisive sia vecchie che nuove sono diventate virali, rendendolo un fenomeno di internet conosciuto soprattutto negli Stati Uniti.

## Filmografia

### Cinema
- Bubble Boy, regia di Blair Hayes (2001)
- Scary Movie 2, regia di Keenen Ivory Wayans (2001)
- Beetle Uncensored (2004)
- Girls Gone Dead (2012)

### Televisione
- The Howard Stern Show (1999-2005)
- WCW Monday Nitro (2000)
- Son of the Beach (2001)
- Doggy Fizzle Televizzle (2003)
- This is Beetle (2009)

### Videogiochi
- True Crime: New York City (2005)